# César Samudio
César Jair Samudio Murillo (Ciudad de Panamá, Panamá, 23 de febrero de 1994) es un futbolista panameño que juega como portero en el Club Deportivo Marathón de la Primera División de Honduras.

## Trayectoria

### Chepo FC
Se formó en las categorías inferiores del Chepo FC y debutó como profesional con el club el 1 de febrero de 2014 en el empate 0 a 0 contra el CD Plaza Amador en el Estadio Javier Cruz en donde fue suplente y entró al minuto 68 por Carlos Valdés. En la LPF Apertura 2013 estuvo 2 partidos en la banca en donde quedaron en la quinta posición. En la LPF Clausura 2014 jugó 3 partidos en donde le encajaron 4 goles quedando en la novena posición. En la LPF Apertura 2014 estuvo en la banca en las 18 jornadas del torneo quedando en la quinta posición. En la LPF Clausura 2015 jugó 1 partido en donde le encajaron 2 goles en los demás partidos estuvo en la banca. En la LPF Apertura 2015 jugó 11 partidos en donde le encajaron 11 goles en donde llegaron hasta las semifinales quedando eliminados en los penales 1 a 3 en un global de 2 a 2 contra el Chorrillo FC. En la LPF Clausura 2016 jugó 12 partidos en donde le encajaron 12 goles en donde quedaron en la séptima posición.

### Atlético Veragüense
El 1 de junio de 2016 fue anunciado como nuevo jugador del Atlético Veragüense. Debutó con el Atlético Veragüense el 16 de julio de 2016 en la derrota 4 a 0 contra el Tauro FC en el Estadio Rommel Fernández Gutiérrez siendo titular y jugó todo el partido. En la LPF Apertura 2016 jugó 10 partidos en donde le encajaron 15 goles quedando en la novena posición.

### Costa del Este FC
El 1 de enero de 2018 fue anunciado como nuevo jugador del Costa del Este FC. Salió campeón del Ascenso LPF Clausura 2018 ganando la final 1 a 0 contra el CD Centenario siendo el portero menos vencido del torneo, debutó con el Costa del Este FC en la Primera División de Panamá el 29 de julio de 2018 en la derrota 0 a 1 contra el Santa Gema FC en el Estadio Rommel Fernández Gutiérrez en donde fue titular y jugó todo el partido, fue subcampeón del Torneo Apertura 2018 en donde perdió la final 1 a 2 contra el Tauro FC en el Estadio Rommel Fernández en donde estuvo en la banca, en dicho torneo jugó 5 partidos en donde le encajaron 2 goles. Salió campeón del Torneo de Copa 2018-2019 en donde le ganaron la final por penales 4 a 3 después de terminar el partido 1 a 1 contra el Club Deportivo Universitario en el Estadio Maracaná de Panamá. En el Torneo Clausura 2019 jugó 3 partidos en donde le encajaron 5 goles quedando en la octava posición.

### CD Plaza Amador
Fichó por el CD Plaza Amador el 1 de julio de 2019. En el Torneo Apertura 2019 estuvo 12 partidos en la banca en donde no logró debutar en donde el club llegó hasta la semifinales en donde fueron eliminados en un global de 3 a 2 contra el Costa del Este FC.

### Costa del Este FC
El 1 de enero de 2020 fue anunciado como nuevo jugador del Costa del Este FC siendo esta su segunda etapa con el club. Jugó su primer tras su regreso el 15 de febrero de 2020 en la derrota 1 a 0 contra el Tauro FC en el Estadio Rommel Fernández Gutiérrez en donde fue titular y jugó todo el partido. En el Torneo Apertura 2020 jugó 1 partido en donde le encajaron 1 gol pero no finalizó el torneo porque se canceló por el COVID 19. En el Torneo Clausura 2020 jugó 9 partidos en donde le encajaron 8 goles llegando hasta semifinales en donde fueron eliminados en un global de 2 a 1 contra el CA Independiente.

### CA Independiente
El 1 de enero de 2021 fue anunciado como nuevo jugador del Club Atlético Independiente de La Chorrera. Debutó con el club el 21 de febrero de 2021 en la victoria 1 a 0 contra el CD del Este en el Estadio Agustín Muquita Sánchez siendo titular y jugó todo el partido. En el Torneo Apertura 2021 jugó 10 partidos en donde le encajaron 5 goles llegando hasta los playoff en donde fueron eliminados en penales 7 a 8 en donde el partido terminó 0 a 0 contra el Sporting SM. Jugó 2 partidos en la Liga Concacaf 2021 llegando hasta los octavos de final en donde fueron eliminados en un global de 0 a 2 contra el Forge FC. En el Torneo Clausura 2021 jugó 14 partidos en donde le encajaron 9 goles llegando hasta los playoff en donde fueron eliminados 1 a 3 en tiempos extra contra el Alianza FC. En el Torneo Apertura 2022 jugó 12 partidos en donde le encajaron 17 goles llegando nuevamente hasta los playoff en donde fueron eliminados 1 a 2 en los tiempos extras contra el Tauro FC en el Estadio Agustín Muquita Sánchez en donde fue titular y jugó todo el partido, salió campeón con el club del Torneo Clausura 2022 ganando la final 2 a 1 en los tiempos extras contra el Club Deportivo Universitario en el Estadio Rommel Fernández en donde fue titular y jugó todo el partido, en dicho torneo jugó 17 partidos en donde le encajaron 8 goles. Fue elegido como el mejor jugador y mejor portero del Torneo Clausura 2022.

### CD Marathón
El 6 de enero de 2023 fue anunciado su cesión por CA independiente al CD Marathón. Debutó con el CD Marathón el 28 de enero de 2023 en el empate 0 a 0 contra el CD Olimpia en el Estadio Carlos Miranda en donde fue titular y jugó todo el partido. En el Torneo Clausura 2023 jugó 20 partidos en donde le encajaron 15 goles, llegando hasta la semifinales en donde empataron en un global de 2 a 2 contra el Club Deportivo Olimpia en donde no pasaron a la final porque no esta mejor posición en la tabla general. El 26 de mayo de 2023 fue anunciada su compra por parte del CD Marathon por 82,500 dólares firmando hasta el 2026. En el Torneo Apertura 2023 jugó 19 partidos en donde le encajaron 24 goles en donde llegaron nuevamente hasta las semifinales esta vez siendo eliminado en un global de 2 a 4 contra el Fútbol Club Motagua. Fue subcampeón del Torneo Clausura 2024 en donde perdieron la final en un global de 3 a 5 contra el Club Deportivo Olimpia, en dicho torneo jugó 22 partidos en donde le encajaron 23 goles.

## Selección nacional

### Selección absoluta
En la Clasificación de Concacaf para la Copa Mundial de Fútbol de 2022 estuvo de suplente. En la Liga de Naciones de la Concacaf 2022-23 quedó de cuarto lugar en donde perdió 0 a 1 contra México en el Allegiant Stadium en donde fue suplente todo el torneo. Fue subcampeón de la Copa de Oro de la Concacaf 2023 en donde fue suplente. Hizo su debut con la selección absoluta el 10 de junio de 2023 en el partido amistoso contra Nicaragua en la victoria 3 a 2 ingresando de cambio por Luis Mejía al minuto 63 en el Estadio Universidad Latina de Panamá. En la Liga de Naciones de la Concacaf 2023-24 quedó en el cuarto lugar en donde perdió 0 a 1 contra Jamaica en el AT&T Stadium en donde fue suplente, en dicho torneo jugó 2 partidos y le encajaron 1 gol. En la Copa América 2024 estuvo como suplente en la copa en donde fueron eliminados en los cuartos de final en donde perdieron 5 a 0 contra Colombia en el State Farm Stadium en donde fue suplente en el partido.

### Participaciones en selección nacional
| Copa                     | Sede           | Resultado        | Partidos |
| ------------------------ | -------------- | ---------------- | -------- |
| Liga de Naciones 2022-23 | Concacaf       | Cuarto lugar     | 0        |
| Copa Oro 2023            | Estados Unidos | Subcampeón       | 0        |
| Liga de Naciones 2023-24 | Concacaf       | Cuarto lugar     | 2        |
| Copa América 2024        | Estados Unidos | Cuartos de final | 0        |
| Liga de Naciones 2024-25 | Concacaf       | Subcampeón       | 0        |

## Clubes
| Club                | País     | Año       |
| ------------------- | -------- | --------- |
| Chepo FC            | Panamá   | 2014-2016 |
| Atlético Veragüense | Panamá   | 2016-2017 |
| Costa del Este FC   | Panamá   | 2018-2019 |
| CD Plaza Amador     | Panamá   | 2019      |
| CD del Este         | Panamá   | 2020      |
| CA Independiente    | Panamá   | 2021-2022 |
| CD Marathon         | Honduras | 2023-act. |

## Palmarés

### Títulos nacionales
| Título           | Club              | País   | Año     |
| ---------------- | ----------------- | ------ | ------- |
| Torneo de Copa   | Costa del Este FC | Panamá | 2018-19 |
| Primera División | CA Independiente  | Panamá | 2022-C  |